# アンドレイ・イヴァノヴィチ (スターリツァ公)
アンドレイ・イヴァノヴィチ（Андрей Иванович / Andrey Ivanovich, 1490年8月5日 - 1537年12月11日）は、イヴァン3世の末子、母はモレアス専制公ソマス・パレオロゴスの娘でビザンツ皇族出身のゾエ・パレオロギナ（ソフィヤ）。ヴォロコラムスク、スターリツァを分領として与えられた。

## 生涯
1505年に兄ヴァシーリー3世が即位した時、アンドレイは14歳だった。他の兄達と同じく、アンドレイもまた大公に世継ぎが生まれるまで結婚を禁じられた。その世継ぎが生まれたのは1530年と遅かったが、1532年大公家に二番目の王子が生まれると同時に、アンドレイは妻を娶るのを許された。数ヵ月後の1533年2月2日、アンドレイはゲディミナス朝の流れをくむ公女エウフロシニヤ・アンドレエヴナ・ホヴァンスカヤと結婚し、同年の暮れに一人息子ウラジーミルが生まれた。
1533年3月にヴァシーリー3世が死去すると、アンドレイは寡婦となったエレナ・グリンスカヤに自領の加増を要求したが、エレナはこれを拒否したためアンドレイは腹を立ててスターリツァに戻った。自領への帰還直後に、アンドレイは唯一生き残っていた兄ユーリーが捕えられて獄死したことを知った。このため彼はモスクワを訪れるようにというエレナの執拗な誘いに乗らず、3年間をスターリツァでの隠棲生活に費やした。この間アンドレイは現在に残る美しい聖堂を建立している。
1537年、アンドレイが隣国リトアニアへの亡命を計画しているという噂が流れた。これを聞いたエレナはリトアニア国境を封鎖し、アンドレイを逮捕させるべく寵臣イヴァン・オフチーニン＝テーレプニェフ＝オボレンスキー公を急派した。アンドレイはノヴゴロドに逃亡して支持者を募ろうとしたが、軍を組織するほどの求心力もなく、オボレンスキーに投降した。彼はモスクワで尋問されたのち、妻子とともに投獄された。アンドレイはその数ヵ月後に獄死し、スターリツァの分領は息子ウラジーミルに相続された。